# كأس الاتحاد الإنجليزي 1921–22
كأس الاتحاد الإنجليزي 1921–22 (بالإنجليزية: 1921–22 FA Cup)‏ هو الموسم 47 من  كأس الاتحاد الإنجليزي. أقيم خلال الفترة 10 سبتمبر 1921 وحتى 29 أبريل 1922، والذي يشرف على تنظيمه الاتحاد الإنجليزي لكرة القدم، وفاز فيه هدرسفيلد تاون.